# James Tavernier
James Henry Tavernier  (/ˈtævɜ:ʳˈnɪɘʳ/; Bradford, 31 de outubro de 1991) é um futebolista inglês que atua como lateral-direito. Atualmente, defende o Rangers.
Passou pela base do  Leeds United e depois na do Newcastle United, onde inciou sua carreia  No Newcastle, acumulou mais empréstimos do que partidas pelo clube, atuando por seis clubes de divisões inferiores da Inglaterra. A de mais destaque foi pelo Rotherham United, tendo conquistado a League One. Em 2014, foi contratado pelo Wigan Athletic. Emprestado pelo Wigan ao Bristol City no mesmo ano, atuou tão consistentemente quanto na passagem pelo Rotherham.
Em 2015, Tavernier assinou pelo Rangers e logo em sua primeira temporada ganhou dois títulos, tendo feito o gol que sagrou o clube campeão da Scottish Championship, e foi o melhor em campo na final da Scottish Challenge Cup, marcando um belo gol na final. No início da temporada 2018–19, ele foi nomeado capitão do clube, conquistando a Premiership escocesa em 2021. Foi o artilheiro com sete gols ao terminar como vice-campeão na Liga Europa da UEFA de 2021–22. Pelo Rangers, ultrapassou a marca de 100 gols e foi o Jogador do Ano da PFA escocês em 2021. Por suas conquistas e importância na história do clube, 2023 passou a integrar a calçada da fama do Rangers, mesmo ano em que atingiu a marca de 400 partidas pelos Gers.

## Carreira

### Leeds United
Nascido em Bradford, West Yorkshire, Tavernier inciou sua carreia futebolística no clube local Farsley Celtic, de onde partiu para a base do Leeds com nove anos de idade. Ficou por seis temporadas no clube, onde atuou como goleiro antes de passar para o meio-campo.

### Newcastle United

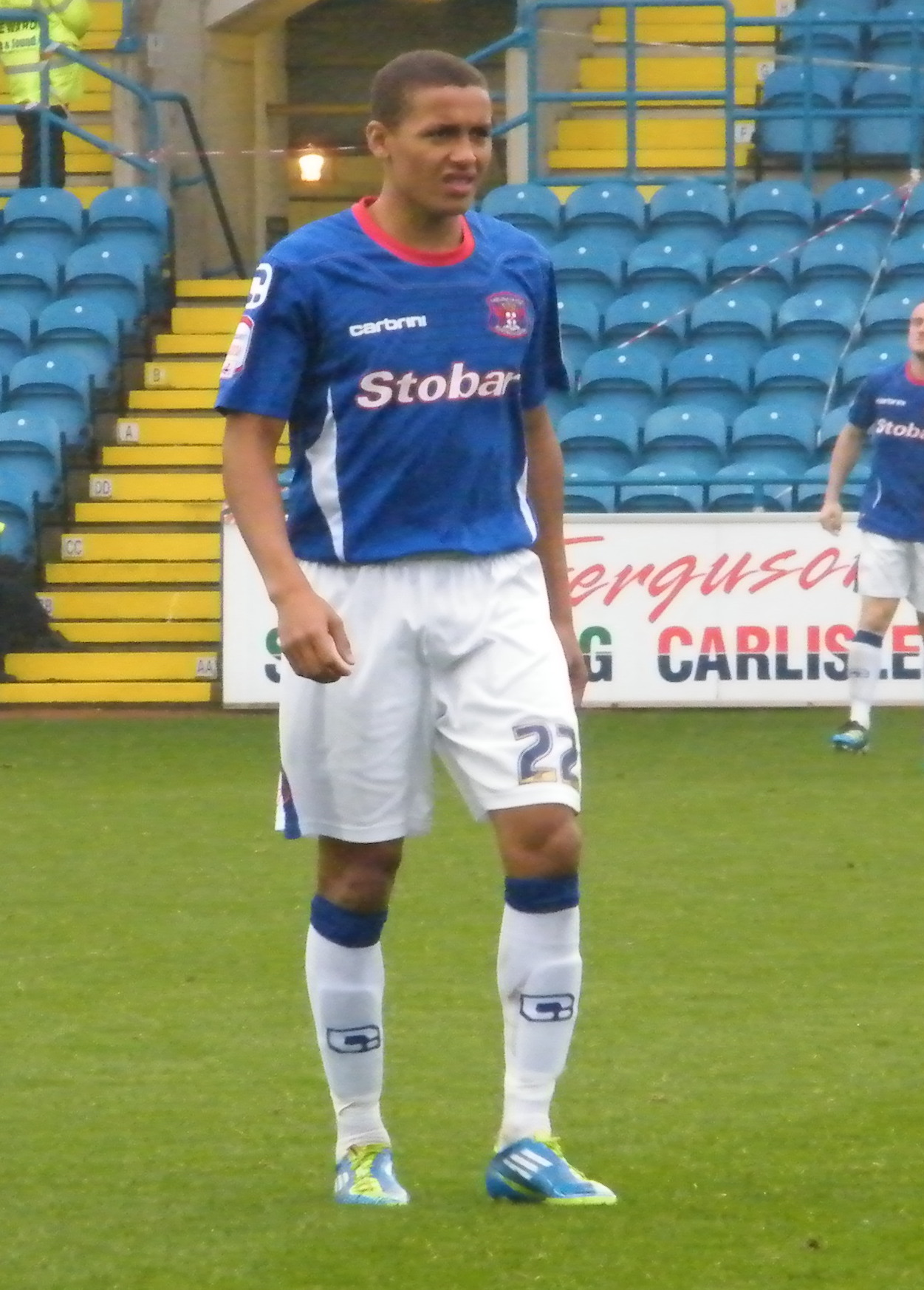
Tavernier em 2011, jogando pelo Carlisle United

Tavernier chegou ao Newcastle United em 2008, fazendo sua estreia profissional na derrota por 2–0 para o Peterborough United na terceira fase da Copa da Liga Inglesa, atuando os 90 minutos.

#### Empréstimo ao Gateshead
Em 7 de janeiro de 2011, Tavernier foi anunciado como reforço do Gateshead para a disputa da Conference National, por um empréstimo de 28 dias. No dia seguinte fez sua estreia, num empate de made 1–1 com o Kidderminster Harriers. Depois, teve seu empréstimo estendido até 9 de abril, sendo elogiado pelo técnico do clube Ian Bogie, que havia dito que Tavernier tinha um grande futuro. Em 24 março acabou sendo chamado de volta ao Magpie para ocupar a reserva devido ao fato do reserva na posição, James Perch, estar suspenso. Também integrou a reserva na vitória sobre o Wolverhampton Wanderers por 4–1 em 2 de abril.

#### Empréstimo ao Carlisle United, Sheffield e Minton Keynes Dons
Em 11 de agosto de 2011, Tavernier foi emprestado ao Carlisle United por um contrato inicial de um mês inicialmente, que seria estendido até o meio de novembro no mês seguinte. Assim como novo Gateshead,  Tavernier também impressionou o técnico do clube Greg Abbott. Teve uma boa passagem com 17 jogos pelo time, retornando ao Newcastle em novembro.
Tavernier foi emprestado novamente no mesmo ano, dessa vez Sheffield Wednesday em 21 November, com contrato até 9 de janeiro de 2012. Em 31 de janeiro do mesmo ano, Tavernier foi novamente emprestado, ao Milton Keynes Dons, até o fim da temporada. Seu empréstimo durou até abril, tendo o técnico dos Magpies na época Alan Pardew chamado-o de volta.
Tavernier fez sua estreia em competições europeus 23 de agosto de 2012, no empate com o Atromitos nas qualificatórias da Liga Europa da UEFA. Atuou em sete partidas na temporada só todo em quatro competições, estreiando naPremier League em 29 de setembro no lugar de for Steven Taylor aos 56 minutos no empate de 2–2 com o Reading. Tavernier chegou a anunciado pelo Shrewsbury Town em 26 de julho de 2013 sendo emprestado por um mês, mas retornou logo devido a uma lesão grave no metatarso.

#### Empréstimo ao Rotherham United
Recuperado, acumulou mais um empréstimo, ao Rotherham United em 28 de novembro com uma cláusula emergencial. Estreiou dois dias depois, onde marcou o primeiro gol da carreira na boa vitória por 4–1 sobre o Gillingham. Em sua passagem pelo clube fez cinco gols em 27 partidas, incluindo um doblete no dia 29 de março na vitória de 2–1 sobre o Bristol City, além de ajudar o clube a ascender para a EFL Championship ao vencer o Leyton Orient nos pênaltis da final dos playoffs em 25 de maio.

### Wigan Athletic
Em 28 de junho de 2014, foi anunciado sem custos pelo Wigan Athletic. Fez sua estreia pelo Wigan em 9 de agosto, entrando no lugar de Don Cowie no 18 minutos finais do 2–2 com o Reading. Tavernier assinou com o Bristol City por empréstimo em 15 de janeiro de 2015, até o final da temporada. Fez três gols em 12 partidas pelo Bristol, incluindo um novo doblete na carreira na goleada de 6–0 em 14 de abril sobre um de seus clubes formadores, o Bradford City. Integrou o elenco campeão da English Football League de 2014–15.

### Rangers

#### 2015–2018

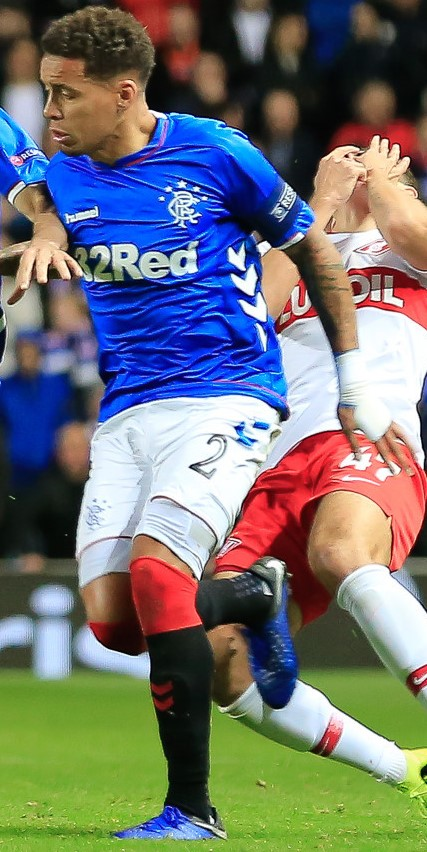
Tavernier atuando pelo Rangers em 2018

Em 20 de julho de 2015, Tavernier foi anunciado juntamente com Martyn Waghorn pelo Rangers, assinando por três anos e a transferência sido de 200,000 euros. Logo em sua estreia pelo clube escocês cinco dias depois fez um dos gols da vitória de 6–2 sobre o Hibernian, de falta, em jogo da primeira fase da Copa da Escócia. Também marcou novamente oito dias depois, na vitória de 3–0 sobre o Peterhead na mesma rodada da Copa da Escócia.
Fez seu primeiro gol no campeonato nacional na vitória de 5–1 sobre o Alloa Athletic em 16 de agosto. Uma semana depois, Tavernier marcou novamente sobre o Hibernian num pontapé livre, em partida que o Rangers venceu e tornou-se líder do Campeonato. Suas atuações lhe renderam o prêmio de jogador do mês de agosto da Liga.
No mês de outubro e com nove gols na temporada até o momento, Tavernier admitiu que estava sem confiança antes de migrar para Rangers, devido a inconsistência e rotação de elenco de seu clube anterior. Em 5 de abril 2016, fez o único gol da vítima sobre o Dumbarton, vitória que deu o título da Segunda Divisão Inglesa e o acesso para Primeira Divisão, depois de quatro anos de ausência. Cinco dias depos na final da Copa da Escócia, fez um bonito gol na vitória de 4–0 sobre o Peterhead, e foi nomeado melhor da partida. Em 17 de abril, na semifinal da Copa da Escócia no clássico contra o Celtic, acabou perdendo um pênalti no empate de emalte de 2–2 no tempo normal, mas Rangers acabou vencendo nas penalidades por 5–4.
Com a boa temporada, o Rangers ofecereu a Tavernier um novo contrato que acabou sendo rejeitado com fontes afirmando queqo jogador não teria achado suficiente a compensação financeira. Porém em 19 de julho, foi anunciado sua extensão contratual e que o acordo iria até maio de 2019.

#### 2018–atualmente
No início da temporada 2018–19, foi anunciado que Tavernier seria o capitão do Rangers por indicação de Steven Gerrard. Em seu primeiro jogo como capitão, fez um dos gols na vitória de 2–0 sobre o FK Shkupi na Liga Europa em 12 de julho.
Durante a temporada 2020–21, Rangers teve seu melhor começo defensivo num início de Campeonato nacional, permanecendo sete jogos consecutivos sem sofrer gols. Até 8 de dezembro de 2020, o clube havia sofrido somente três gols e marcado 45, tendo passado para as oitavas da Liga Europa sem dificuldades. Tavernier contribuiu tanto na defesa como no ataque, com 16 gols e 11 assistências até aquele momento. Esse desempenho o fez ganhar o prêmio de melhor jigador da Liga em setembro e novembro. Ao final da temporada, sagrou-se campeão nacional com o Rangers, encerrando um jejum de dez anos sem conquistá-la. Consoante a isso, foi eleito o melhor jogador do campeonato.
Em 6 de abril de 2021, Tavernier assinou um novo contrato com mais três anos de duração. Fez seu 300º jogo pelo Rangers em 25 de setembro, na vitória de 1–0 sobre o Dundee, tendo até então maravilhoso 66 gols. Em fevereiro de 2022, marcou de pênalti na vitória por 4–2 sobre o Borussia Dortmund no jogo de ida dos 16 avos de final da Liga Europa, tendo marcado novamente no jogo de volta, os dois gols de seu clube na vitória. Fez mais um doblete na competição na vitória de 3–1 sobre o Braga em 14 de abril. Apesar do vice-campeonato para o Eintracht Frankfurt na competição, Tavernier foi artilheiro do certame com sete gols, tornando-se o primeiro defensor a ser artilheiro de uma competição continental europeia desde Ronald Koeman na Liga dos Campeões de 1993–94.
Em 8 de abril de 2023, fez seu 100º gol pelo clube na derrota de 3–2 para o Celtic em jogo do Campeonato Escocês. Em 21 de maio do mesmo ano, chegou a marca de 400 jogos pelos Gers na vitória por 3–1 sobre o Hibernian.

## Vida pessoal
Seu irmão mais novo, Marcus, também é futebolista.

## Estatísticas
Atualizadas até dia 28 de junho de 2023.
| Clubes              | Temporada         | Campeonato nacional | Campeonato nacional | Campeonato nacional | Copa nacional | Copa nacional | Copa nacional | Competições continentais | Competições continentais | Competições continentais | Outros torneios | Outros torneios | Outros torneios | Total | Total | Total   |
| Clubes              | Temporada         | Jogos               | Gols                | Assist.             | Jogos         | Gols          | Assist.       | Jogos                    | Gols                     | Assist.                  | Jogos           | Gols            | Assist.         | Jogos | Gols  | Assist. |
| ------------------- | ----------------- | ------------------- | ------------------- | ------------------- | ------------- | ------------- | ------------- | ------------------------ | ------------------------ | ------------------------ | --------------- | --------------- | --------------- | ----- | ----- | ------- |
| Newcastle United    | 2009–10           | —                   | —                   | —                   | 1             | 0             | 0             | —                        | —                        | —                        | —               | —               | —               | 1     | 0     | 0       |
| Newcastle United    | 2010–11           | 0                   | 0                   | 0                   | 1             | 0             | 0             | —                        | —                        | —                        | —               | —               | —               | 1     | 0     | 0       |
| Newcastle United    | 2011–12           | 0                   | 0                   | 0                   | 0             | 0             | 0             | 0                        | 0                        | 0                        | —               | —               | —               | 0     | 0     | 0       |
| Newcastle United    | 2012–13           | 2                   | 0                   | 0                   | 2             | 0             | 0             | 4                        | 0                        | 0                        | —               | —               | —               | 8     | 0     | 0       |
| Newcastle United    | 2013–14           | 0                   | 0                   | 0                   | 0             | 0             | 0             | 0                        | 0                        | 0                        | —               | —               | —               | 0     | 0     | 0       |
| Newcastle United    | Total             | 2                   | 0                   | 0                   | 4             | 0             | 0             | 4                        | 0                        | 0                        | 0               | 0               | 0               | 10    | 0     | 0       |
| Gateshead           | 2010–11           | 10                  | 0                   | 0                   | —             | —             | —             | —                        | —                        | —                        | —               | —               | —               | 10    | 0     | 0       |
| Gateshead           | Total             | 10                  | 0                   | 0                   | 0             | 0             | 0             | 0                        | 0                        | 0                        | 0               | 0               | 0               | 10    | 0     | 0       |
| Carlisle United     | 2011–12           | 16                  | 0                   | 0                   | 1             | 0             | 0             | —                        | —                        | —                        | —               | —               | —               | 17    | 0     | 0       |
| Carlisle United     | Total             | 16                  | 0                   | 0                   | 1             | 0             | 0             | 0                        | 0                        | 0                        | 0               | 0               | 0               | 17    | 0     | 0       |
| Sheffield Wednesday | 2011–12           | 6                   | 0                   | 0                   | 2             | 0             | 0             | —                        | —                        | —                        | 0               | 0               | 0               | 8     | 0     | 0       |
| Sheffield Wednesday | Total             | 6                   | 0                   | 0                   | 2             | 0             | 0             | 0                        | 0                        | 0                        | 0               | 0               | 0               | 8     | 0     | 0       |
| Milton Keynes Dons  | 2011–12           | 7                   | 0                   | 1                   | —             | —             | —             | —                        | —                        | —                        | —               | —               | —               | 7     | 0     | 1       |
| Milton Keynes Dons  | Total             | 7                   | 0                   | 0                   | 0             | 0             | 0             | 0                        | 0                        | 0                        | 0               | 0               | 0               | 7     | 0     | 1       |
| Shrewsbury Town     | 2013–14           | 1                   | 0                   | 0                   | 1             | 0             | 0             | —                        | —                        | —                        | —               | —               | —               | 2     | 0     | 0       |
| Shrewsbury Town     | Total             | 1                   | 0                   | 0                   | 1             | 0             | 0             | 0                        | 0                        | 0                        | 0               | 0               | 0               | 2     | 0     | 0       |
| Rotherham United    | 2013–14           | 30                  | 5                   | 6                   | 1             | 0             | 0             | —                        | —                        | —                        | —               | —               | —               | 31    | 5     | 6       |
| Rotherham United    | Total             | 30                  | 5                   | 6                   | 1             | 0             | 0             | 0                        | 0                        | 0                        | 0               | 0               | 0               | 31    | 5     | 6       |
| Wigan Athletic      | 2014–15           | 11                  | 0                   | 0                   | 2             | 0             | 0             | —                        | —                        | —                        | —               | —               | —               | 13    | 0     | 0       |
| Wigan Athletic      | Total             | 11                  | 0                   | 0                   | 2             | 0             | 0             | 0                        | 0                        | 0                        | 0               | 0               | 0               | 13    | 0     | 0       |
| Bristol City        | 2014–15           | 12                  | 3                   | 1                   | 1             | 0             | 0             | —                        | —                        | —                        | —               | —               | —               | 13    | 3     | 1       |
| Bristol City        | Total             | 12                  | 3                   | 1                   | 1             | 0             | 0             | 0                        | 0                        | 0                        | 0               | 0               | 0               | 13    | 3     | 1       |
| Rangers             | 2015–16           | 36                  | 10                  | 18                  | 9             | 3             | 5             | —                        | —                        | —                        | 5               | 2               | 0               | 50    | 15    | 23      |
| Rangers             | 2016–17           | 36                  | 1                   | 6                   | 8             | 1             | 1             | —                        | —                        | —                        | —               | —               | —               | 44    | 2     | 7       |
| Rangers             | 2017–18           | 38                  | 8                   | 8                   | 6             | 1             | 1             | 2                        | 0                        | 0                        | —               | —               | —               | 46    | 9     | 9       |
| Rangers             | 2018–19           | 37                  | 14                  | 14                  | 6             | 0             | 3             | 14                       | 3                        | 3                        | —               | —               | —               | 57    | 17    | 20      |
| Rangers             | 2019–20           | 24                  | 3                   | 9                   | 5             | 0             | 1             | 17                       | 0                        | 5                        | —               | —               | —               | 46    | 3     | 15      |
| Rangers             | 2020–21           | 33                  | 12                  | 11                  | 3             | 2             | 1             | 10                       | 5                        | 4                        | —               | —               | —               | 46    | 19    | 16      |
| Rangers             | 2021–22           | 35                  | 9                   | 14                  | 6             | 2             | 0             | 17                       | 7                        | 3                        | —               | —               | —               | 58    | 18    | 17      |
| Rangers             | 2022–23           | 38                  | 16                  | 9                   | 7             | 0             | 1             | 10                       | 2                        | 1                        | —               | —               | —               | 55    | 18    | 11      |
| Rangers             | Total             | 276                 | 73                  | 89                  | 50            | 9             | 13            | 70                       | 16                       | 15                       | 5               | 2               | 0               | 402   | 101   | 118     |
| Total na carreira   | Total na carreira | 371                 | 81                  | 96                  | 62            | 9             | 13            | 74                       | 16                       | 15                       | 5               | 2               | 0               | 513   | 109   | 126     |

- a. ^ Jogos da Copa da Inglaterra, Copa da Liga Inglesa, EFL Trophy, Copa ELF, Copa da Escócia e Copa da Liga Escocesa
- b. ^ Jogos da Liga Europa da UEFA e Liga dos Campeões da UEFA
- c. ^ Jogos do Supercopa da Escócia e Challenge Cup

## Títulos
Rotherham United
- Playoffs do Campeonato Inglês - 3ª Divisão: 2014[23]

Bristol City
- Football League Trophy: 2014–15[59]
- Campeonato Inglês - 3ª Divisão: 2014–15[60]

Rangers
- Campeonato Escocês: 2020–21[61]
- Copa da Escócia: 2021–22[62]
- Copa da Liga Escocesa: 2023—24
- Campeonato Escocês - 2ª Divisão: 2015–16[63]
- Scottish Challenge Cup: 2015–16[64]

Individual
- Jogador do Ano pela PFA escocesa: 2020–21[49]
- Time do ano da Scottish Championship pela PFA escocesa: 2015–16[65]
- Jogador do mês da Scottish Championship: Agosto de 2015[66]
- Jogador do mês da Scottish Premiership: setembro de 2020,[67] novembro de 2020[47]
- Gol da temporada: 2015–16[68]
- Time do ano da PFA escocesa da Premiership: 2018–19,[69] 2020–21
- Artilheiro da Liga Europa da UEFA de 2021–22 : (7 gols)[70]
- Seleção da Liga Europa da UEFA de 2021–22[71]
- Hall da fama do Rangers: 2023[72]